# Rugby subacuático
El rugby subacuático es un deporte de reciente creación y sus orígenes se encuentran en las asociaciones de buzos alemanes al realizar entrenamiento físico. Es jugado en una piscina con profundidad de 3,5 m a 5 m y las cestas  (donde se coloca el balón para anotar puntos) tienen un diámetro de 40 cm, son de metales inoxidables como el aluminio y son fijadas al fondo de la piscina. El juego se desarrolla entre dos equipos (azul y blanco), cada uno con seis jugadores en el campo y cinco o seis sustitutos, los cuales intentan marcar puntos colocando el balón en la cesta del equipo contrario. La pelota tiene flotabilidad negativa debido a la solución salina con que se rellena. Es un juego que integra velocidad, resistencia y fuerza, además de contar con el hecho de que las sustituciones de jugadores que se hacen sin detener el juego.
El juego se desarrolla completamente bajo el agua, el balón en ningún momento puede salir a la superficie y puede ser lanzado en forma de pase -en cualquier dirección- hacia los otros jugadores. El balón viaja cerca de 2 m a 3 m antes de ser detenido por la resistencia del agua. Lo anterior hace que el juego requiera de táctica y un excelente sentido de posicionamiento (en tres dimensiones). El jugador puede usar diferentes habilidades, tales como fuerza, velocidad, movilidad o simplemente bajo consumo de oxígeno. Algunas veces el juego se desarrolla con equipos mixtos en el cual hombres y mujeres forman parte de un mismo equipo.

## Bases

### Área de juego
El área de juego se encuentra bajo el agua y está delimitada por las paredes de la piscina en tres de sus lados. En uno de los lados largos, se marca una línea que llega hasta la calle de sustituciones. Los otros dos límites naturales son la superficie del agua y el fondo de la piscina. Así, se forma un espacio tridimensional que tiene la forma de un cuboide, con dimensiones que van de 12 a 22 metros de largo, 8 a 12 metros de ancho y de 3,5 a 5 metros de profundidad, según los reglamentos internacionales. Generalmente, las piscinas de clavados cumplen con estos requisitos, por lo que el juego se realiza en el lado largo de la zona profunda de la piscina.

#### Canastas
Las porterías metálicas, con forma de cesta y con un diámetro de 39-40 cm, se ubican en el centro de cada lado ancho del área de juego, sobre el fondo de la piscina, justo contra la pared. La pelota no debe pasar entre la portería y la pared.

#### Área de sustitución
Paralelo al lado largo del área de juego se encuentra el carril de sustitución de tres metros de ancho, a través del cual los sustitutos pueden entrar en el juego. El área de sustituciones, ubicada fuera de la piscina detrás de cada lado ancho, es utilizada por los jugadores que realizan el cambio mientras se dirigen al banco de sustituciones.

### Pelota de partido
La pelota, de goma y con un tamaño similar al de un balón de balonmano, está rellena con una salmuera saturada, lo que hace que se hunda a una velocidad de entre 1 y 1,25 m/s, debido a su mayor densidad en comparación con el agua dulce. Para las jugadoras femeninas y los jugadores menores de 15 años, la circunferencia de la pelota es 2 cm más pequeña para facilitar su manejo con una sola mano. Además, el balón tiene un peso de 3,5 kg.

### Reglas básicas
Como deporte de contacto físico, las reglas del rugby subacuático están orientadas a prevenir lesiones y promover un juego limpio. No se permite agarrar o empujar a un jugador, a menos que tenga la posesón del balón. Además, los jugadores no pueden aferrarse a las canastas, y el balón debe mantenerse siempre por debajo de la superficie del agua en el área de juego. Se otorga gran importancia a la deportividad, por lo que se sancionan severamente comportamientos antideportivos, juego excesivamente agresivo o acciones como golpes o patadas intencionadas.

### Duración del partido
Un partido de rugby subacuático consta de dos tiempos de 15 minutos cada uno, con el tiempo detenido en cada interrupción del juego. Cada equipo puede solicitar un tiempo muerto de un minuto por tiempo. Si el partido debe decidirse en una competencia de torneo, se agrega un tiempo extra de 5 minutos en muerte súbita después de un descanso; si el empate persiste, el ganador se define mediante penalti.

## Equipo

### Indumentaria

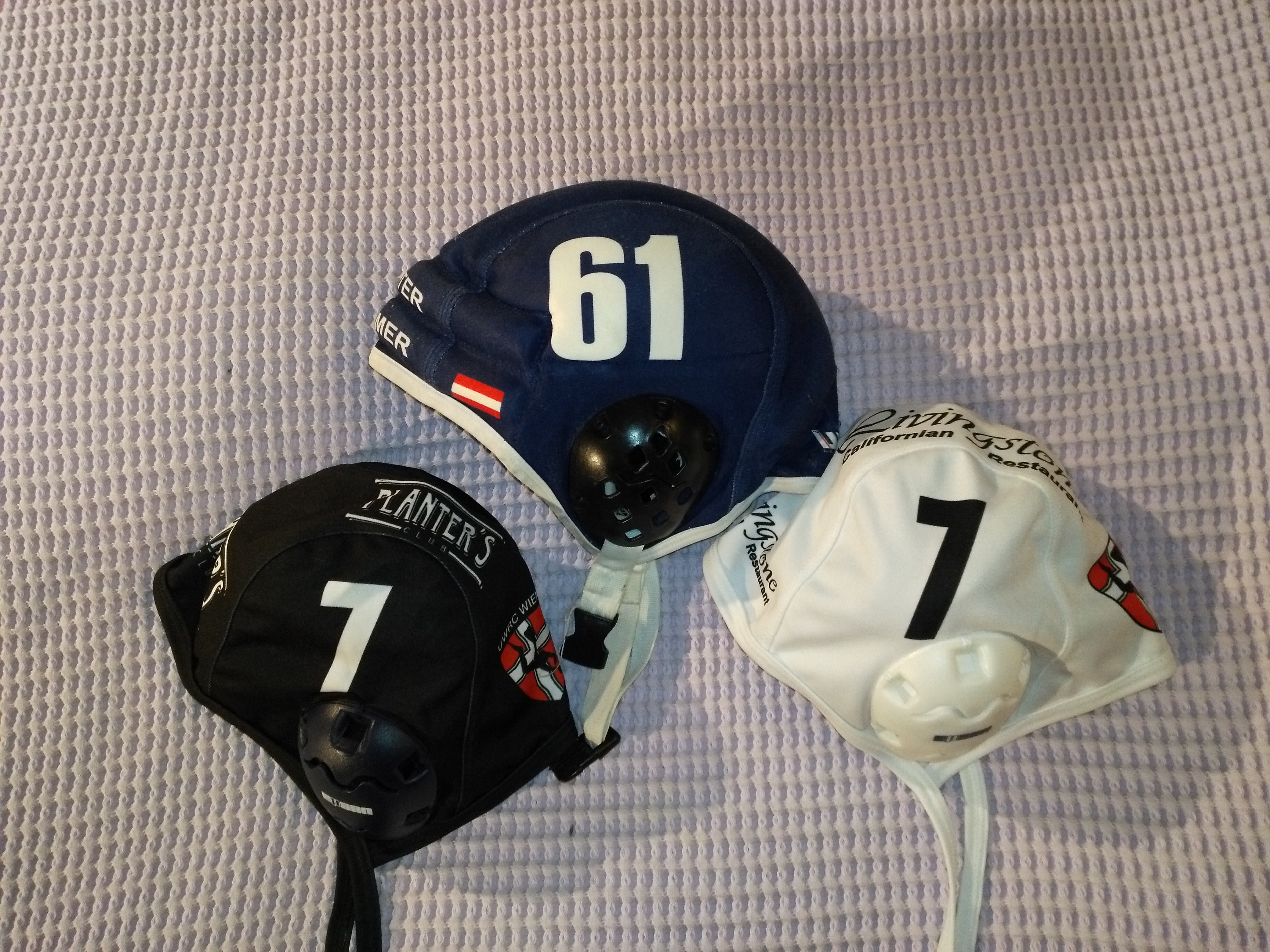
Varios gorros con orejeras.

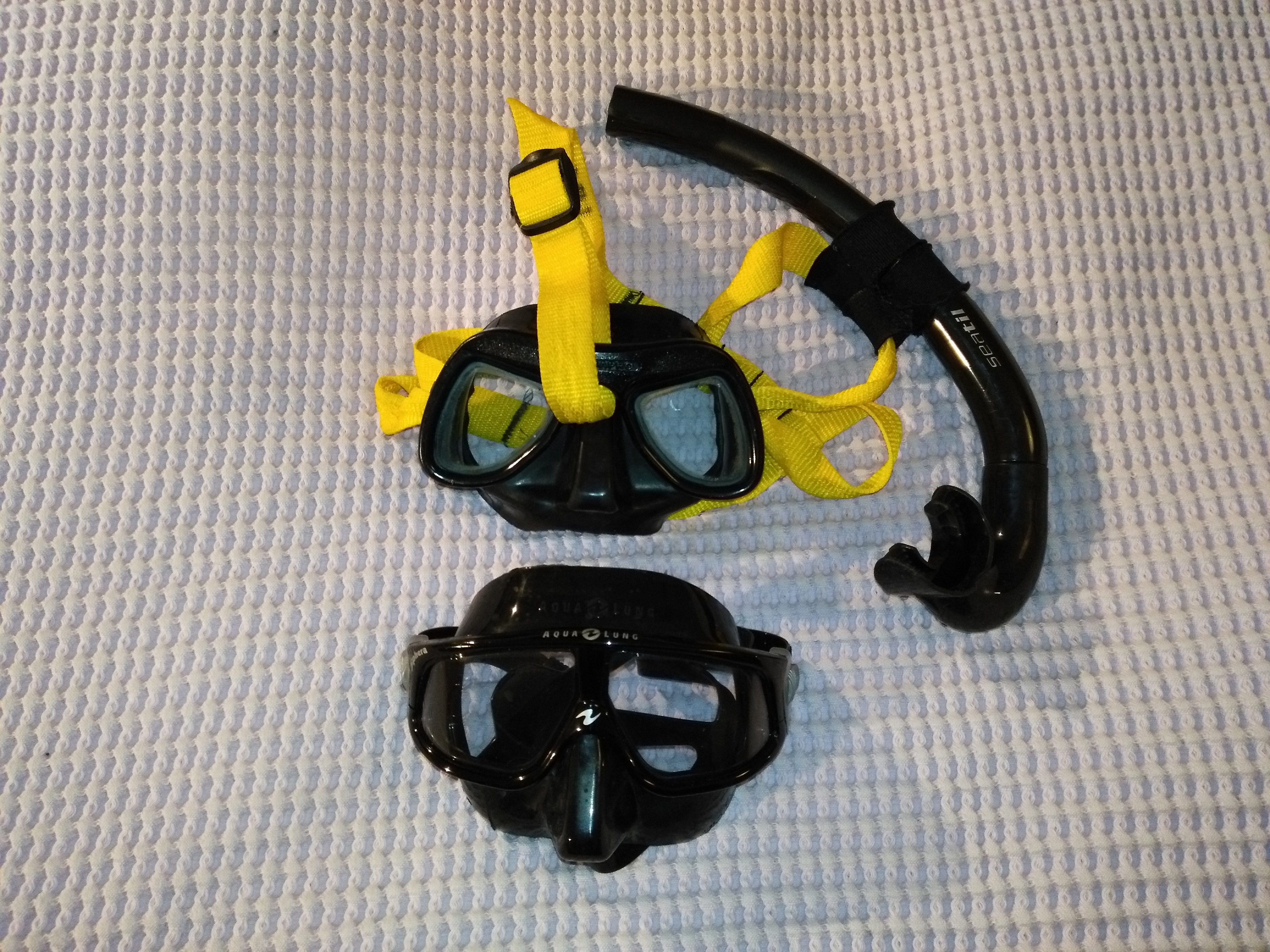
Máscaras con correa y esnórquel.

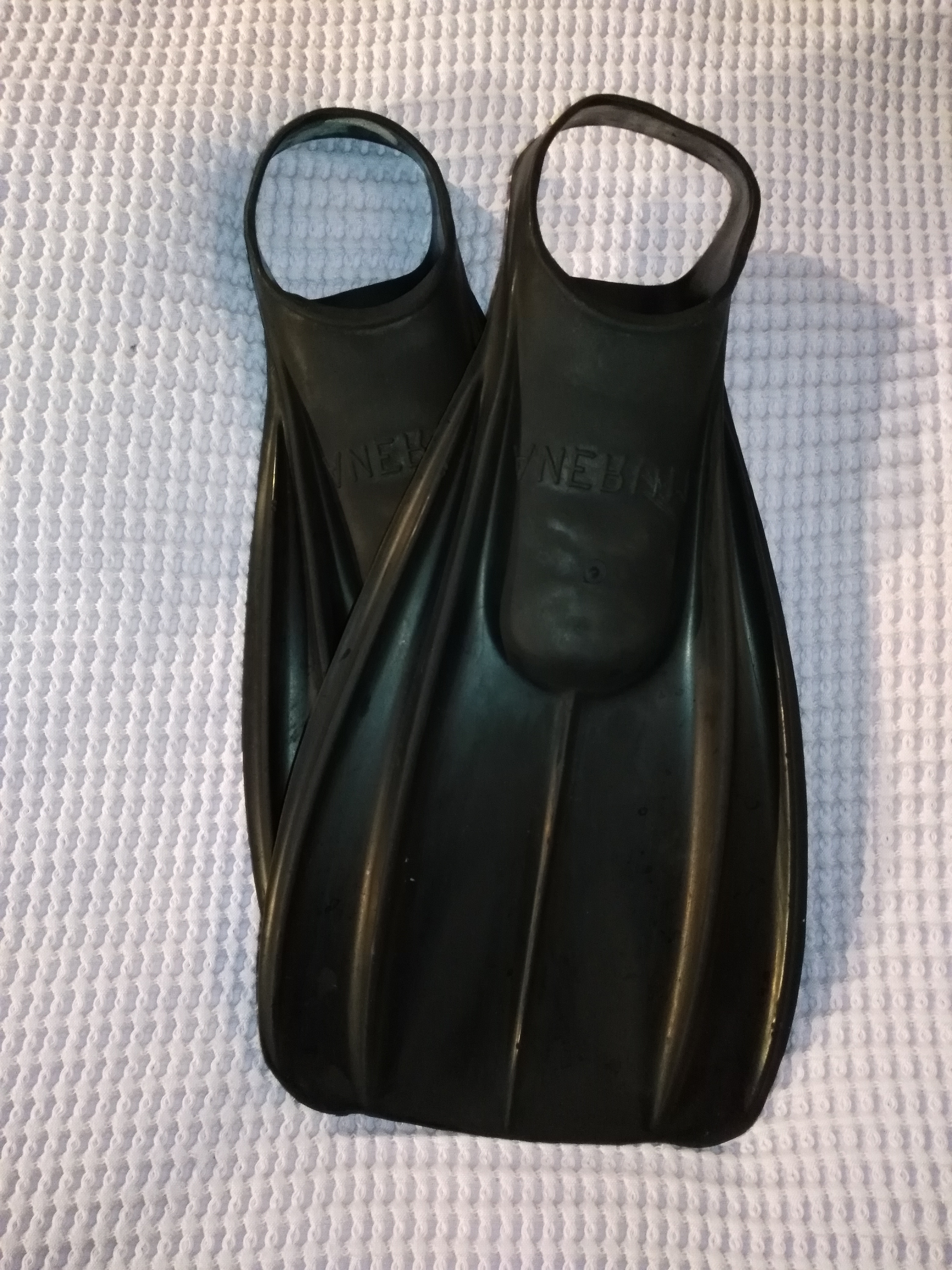
Aletas especiales de goma para rugby subacuático.

Cada equipo juega con un uniforme blanco o azul oscuro debido a la baja visibilidad de los colores bajo el agua. Este conjunto incluye bañador, gorro con orejeras cosidas, brazaletes y el equipo básico de buceo, también conocido como equipo ABC, que consiste en tubo de buceo, aletas y máscara. Existen normas claras para reducir el riesgo de lesiones, por lo que las máscaras y aletas no deben tener bordes afilados ni agujeros.
Hay que tener ciertas consideraciones relacionadas con el equipo básico de buceo (o equipo ABC):
- Máscara de buceo: Se prefieren las máscaras de bajo volumen y ajuste ceñido, ya que esto reduce la probabilidad de perderla en situaciones mixtas. Además, las correas de silicona de la máscara se reemplazan por correas de nailon (tipo mochila), lo que permite un ajuste más firme y dificulta que se deslice o se quite con facilidad.

- Snorkel: Los jugadores suelen recortar el tubo de respiración para que termine justo por encima de la cabeza. Esto ofrece como principal ventaja que el tubo se ajusta mejor a la cabeza, reduciendo el riesgo de que se enganche o se pierda, además de facilitar el soplado del agua.

- Aletas: Se prefieren aletas cortas y rígidas (ver también Natación con aletas) para lograr una excelente transferencia de potencia y mayor maniobrabilidad. Esto mejora los sprints, aunque implica un mayor esfuerzo, lo que afecta la resistencia general.

### Número de jugadores
Un equipo consta de un máximo de 15 jugadores: seis titulares, seis suplentes y hasta tres jugadores de reserva. Cuando un jugador sale del agua y se dirige a la zona de sustituciones, un sustituto puede ingresar al campo desde el banco a través del carril de sustituciones. Las sustituciones se llevan a cabo de manera continua, es decir, sin interrumpir el juego. Por lo general, cada jugador tiene un compañero de sustitución que ocupa el mismo rol en el agua.

### División de roles
Aunque todos los jugadores tienen los mismos derechos según las reglas, se han establecido tres roles básicos en el rugby subacuático internacional. Estos roles son desempeñados de manera alterna por dos jugadores en el agua. Los jugadores y sus compañeros de sustitución están en constante comunicación y monitoreo mutuo respecto a su posición en el agua, y muchos equipos han desarrollado señales manuales para facilitar esta interacción.

#### Defensor de la portería superior
El último jugador, también llamado "portero tapado" o "hombre tapado", es el primero en defender su propia portería cuando el balón se pierde. Este jugador se coloca de espaldas al borde de la canasta. Se encarga de defender los ataques a la canasta desde arriba y los ataques laterales ligeros. Durante un ataque del adversario, es habitual que los dos defensores de la portería superior roten estrechamente para proteger la canasta durante varias inmersiones. Si su equipo recupera el balón, el defensor de la portería superior mantiene su posición defensiva mientras su compañero pasa a la ofensiva.

#### Defensor de portería inferior
El defensor de la portería inferior, también conocido como "reclinador" o "defensor", tiene la principal tarea de proteger al defensor de la portería superior de los ataques que se producen en el fondo de la canasta. Se coloca de espaldas a la canasta, mirando hacia el jugador adversario que tiene el balón. Los defensores de portería inferior suelen alternarse estrechamente en situaciones de presión, y en ataque, uno de ellos puede asumir el rol ofensivo mientras el otro se encarga de la defensa.

#### Delanteros
En defensa, los delanteros realizan principalmente el "forechecking" y atacan a los jugadores que portan el balón. Su objetivo es frenar los esquemas de ataque avanzados del adversario y, ocasionalmente, pueden asumir los roles de defensor de la portería superior o inferior. Son los jugadores con mayor libertad tanto en defensa como en ataque.

## Juego y posición del balón

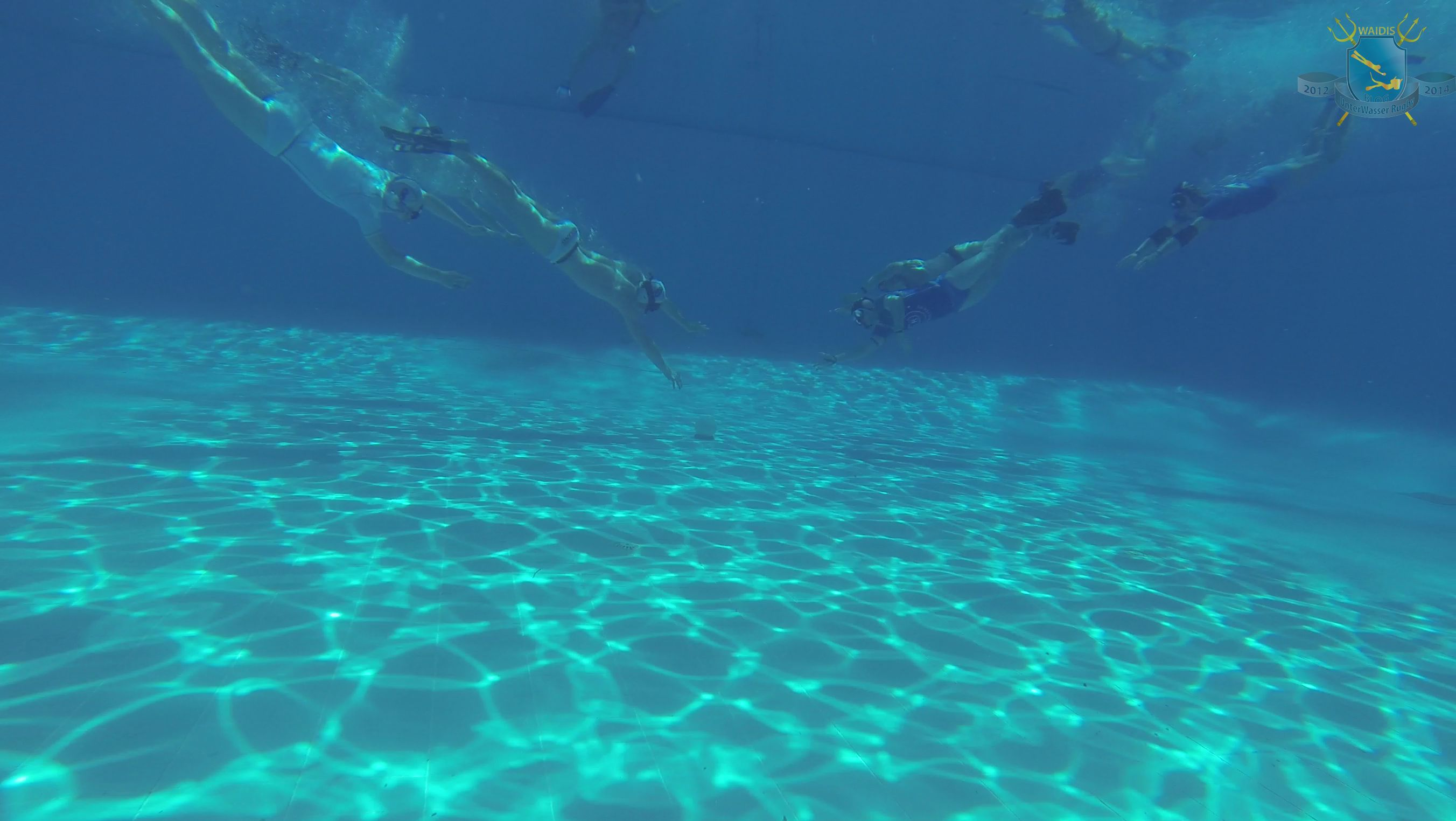
El juego comienza tras el pitido, el balón está en el centro.

El rugby subacuático requiere una gran resistencia, fuerza y un buen entrenamiento en apnea. También son necesarios el sentido táctico, la agilidad y la velocidad, ya que el posicionamiento correcto es crucial para un buen juego de pase. Una buena visión de conjunto también es esencial para orientarse en el «espacio libre» aproximado de las tres dimensiones, ya que un ataque en el rugby subacuático también puede venir de arriba o de abajo. Normalmente, los jugadores sólo pasan de uno a tres minutos en el agua antes de cambiar con su compañero de intercambio. En el agua, se sumergen entre 15 y 45 segundos, dependiendo de la situación de juego, para poder reincorporarse con el menor número posible de respiraciones en la superficie. Un ritmo de respiración en inmersión es necesario para evitar perder un valioso tiempo de juego con la recuperación de oxígeno.
Cualquier jugador que tenga la posesión del balón puede ser atacado y puede atacar a otros. Esto incluye acciones como agarrar los brazos o las piernas, luchar por el balón o empujar a un defensor. Sin embargo, está prohibido aferrarse a la canasta o realizar jugadas peligrosas, como ataques al equipo contrario, golpes o asfixia, y estos serán penalizados por los árbitros subacuáticos.
El rugby subacuático es un deporte principalmente defensivo, lo que significa que los partidos entre equipos de nivel similar suelen terminar con pocos goles, a menudo con un marcador de 1:0. Esto se debe en gran parte a que el área de la portería es relativamente pequeña y, por lo tanto, más fácil de defender. Además, el equipo defensor tiene la ventaja de poder hacer entrar rápidamente a jugadores "frescos" desde el banco de sustituciones, cerca de la portería, gracias a las sustituciones volantes, mientras que los atacantes deben nadar de regreso a su lado de la piscina después de cada cambio. Especialmente en campos grandes, puede haber un lapso de hasta 30 segundos antes de que el atacante sustituido regrese al juego.

### Saque inicial
Antes de que suene el pitido inicial, seis jugadores deben tocar la pared de la piscina por encima de su canasta. Al sonar el pitido, nadan hacia el balón, que está situado en el centro de la piscina. Después de un gol, el equipo que ha encajado el tanto recibe el balón y los jugadores parten desde la misma posición en la que estaban al inicio del juego.

### Natación con aletas
El desplazamiento bajo el agua se realiza mediante el uso de aletas. Estas aletas, fabricadas en caucho, carbono o fibra de vidrio, ofrecen una gran maniobrabilidad debido a su diseño especial. Para ganar velocidad en los sprints, se utiliza principalmente la técnica de la "mono brazada". Ambas aletas se mueven simultáneamente, y el cuerpo ejecuta un movimiento ondulante. En la técnica de brazada estereofónica, la onda se genera desde las caderas, lo que resulta en un menor movimiento en la punta de la aleta.
La natación con aletas otorga al rugby subacuático un componente muy dinámico, ya que incrementa significativamente la velocidad del juego.

### Posición del balón

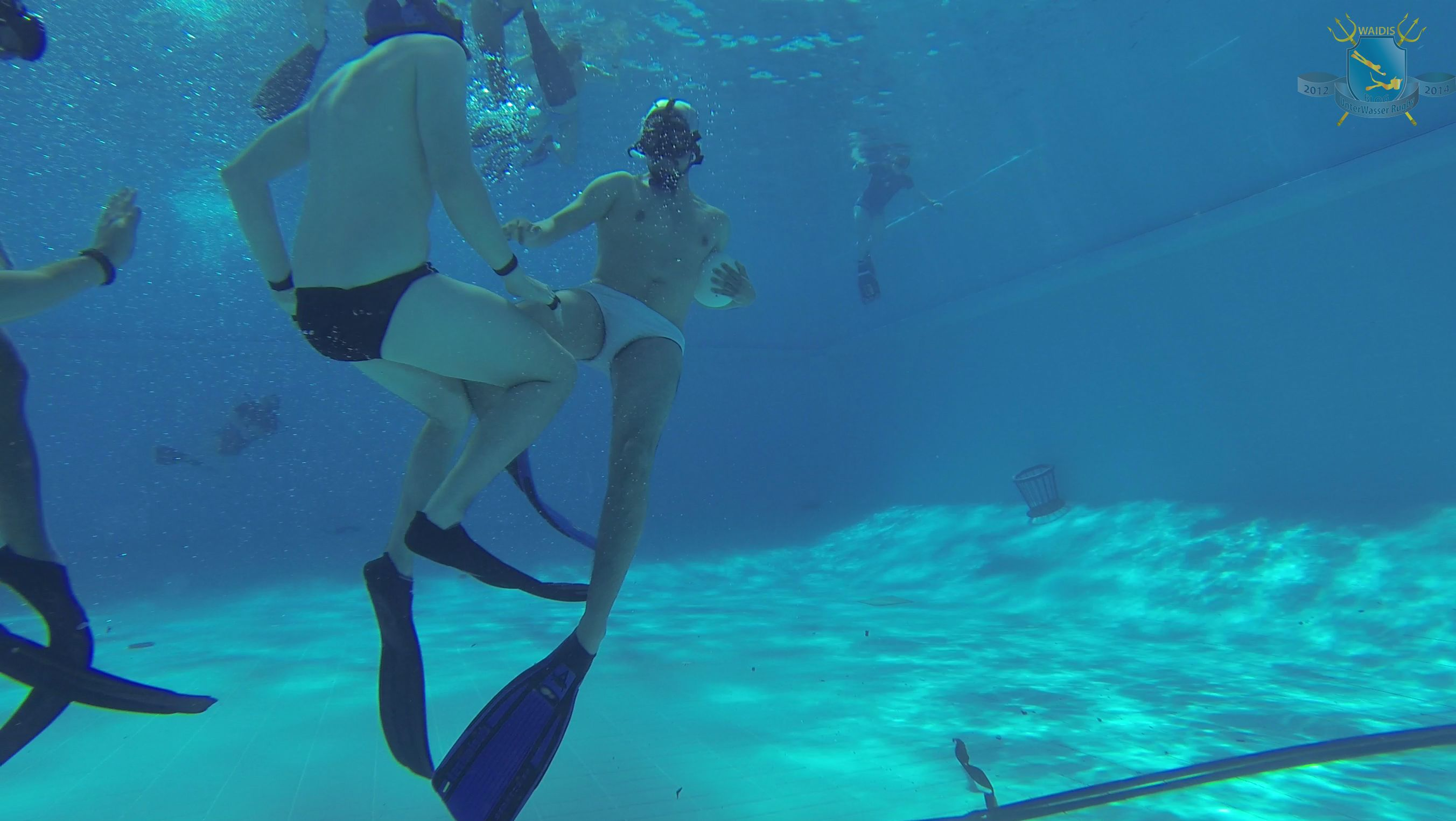
Posición ajustada del balón.

Para protegerse de los ataques del adversario, el balón se mantiene firme entre el pecho y el codo con una mano. La otra mano se queda libre para facilitar los movimientos de natación y la defensa contra los jugadores rivales. Adoptar una postura más abierta con una mano permite realizar pases con mayor agilidad, nadar más rápido y marcar más rápidamente; sin embargo, esto aumenta el riesgo de perder el balón.

### Juego de pases

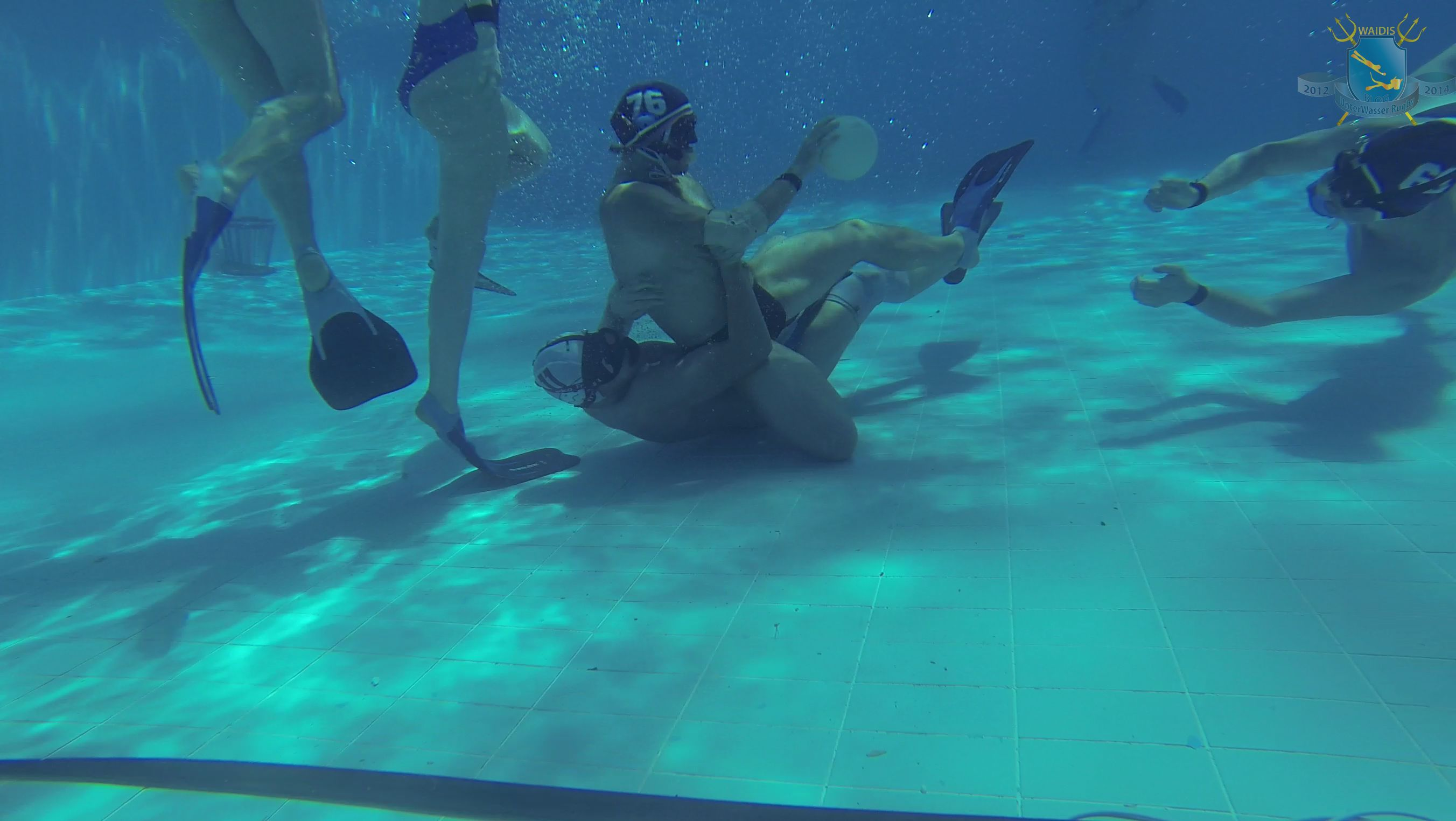
Pase corto.

Al igual que en el lanzamiento de peso, el balón se empuja. Dependiendo de la fuerza y la velocidad aplicadas, el balón puede ser pasado con precisión a distancias de varios metros. Debido a la resistencia del agua, los pases dirigidos solo pueden realizarse a una distancia de hasta dos metros. Sin embargo, la naturaleza tridimensional del área de juego permite una gran variedad de pases, lo que requiere que los jugadores tengan una excelente visión global y una buena conciencia espacial. Dado que la comunicación bajo el agua es limitada, los jugadores deben estar en sincronía entre sí para ejecutar las jugadas adecuadas.

### Gol
Debido a la posición de los defensores de la portería superior e inferior, lanzar al aro abierto – como en otros deportes de pelota – es la excepción; esto solo ocurre después de un contraataque rápido que sorprende a la defensa, o tras un largo y agotador ataque, cuando literalmente la defensa ya no tiene fuerzas. Para generar suficiente potencia y desplazar a la defensa del aro, existen básicamente cuatro métodos: empujarse con los brazos desde el suelo, impulsarse con las rodillas desde el suelo, ganar fuerza mediante golpes de aletas tras el primer contacto con el defensor, o utilizar la propia masa corporal acelerada.

#### Gol bajo el borde de la canasta
En esta variante, la más utilizada, primero hay que meter el balón bajo la canasta con el jugador, pero antes hay que sobrepasar al defensor inferior de gol, por ejemplo, poniendo un bloqueo. Una vez que el atacante está en posición, puede empujar desde el suelo para levantar al defensor superior de la canasta y meter el balón en la canasta al mismo tiempo. Se pueden utilizar las rodillas, los hombros, los antebrazos o los codos para hacer palanca entre el suelo y el adversario. La forma más fácil es atacar la parte baja de la espalda del defensor superior, que ofrece la mayor superficie de ataque. Una variante especial de la finalización por debajo de la portería es la «Märla» (en sueco: pinza), originaria de Suecia, que consiste en hacer palanca sobre el defensor superior por ambos lados.

## Faltas y penalizaciones
En el rugby subacuático, tres árbitros son responsables de garantizar que el juego se desarrolle correctamente. Uno de ellos actúa como director del partido en la superficie, mientras que los otros dos, equipados con equipos de buceo, siguen el juego bajo el agua. Las decisiones se comunican mediante un sistema electrónico de bocina y señales manuales.
El juego sucio incluye conducta antideportiva, juego brusco, errores de cambio, retención del adversario sin balón, fueras de juego y agarrarse a la canasta o al borde de la piscina. Los tres árbitros pueden imponer diversas sanciones; para evitar interrumpir innecesariamente el desarrollo del juego, también se puede aplicar la regla de la ventaja para el equipo que tiene el balón. Las penalizaciones pueden ser una advertencia, un tiro libre, una penalización de tiempo, un golpe de penalización o la exclusión (expulsión) de un jugador. Un equipo puede ser amonestado si acumula varias infracciones del mismo tipo, como "sujetar sin el balón".

### Advertencias
Las advertencias se emiten normalmente en relación con los tiros libres. Si se emite una advertencia contra un jugador o incluso contra todo el equipo (advertencia de equipo), se impone una penalización de tiempo para la siguiente infracción similar. Esto ocurre independientemente de la gravedad de la infracción. Por ejemplo, si hay una advertencia por «retener sin el balón», esto conlleva directamente una penalización de tiempo si se vuelve a retener el balón, aunque esta infracción se castiga normalmente con un tiro libre. Con la amonestación por equipo, también es irrelevante si el jugador ya ha cometido la falta una vez. Así pues, la regla de la amonestación sirve para mantener la fluidez del juego, ya que, de lo contrario, un equipo podría interrumpir la fluidez del juego del equipo contrario con tiros libres debidos a faltas leves permanentes.

### Tiro libre
El tiro libre se lanza desde la superficie del agua mediante un pase. El tiro libre se lanza a la altura de la falta que lo provocó, siempre que se haya cometido en el campo contrario. En caso contrario, se lanzará desde el centro. El juego continúa normalmente después de la ejecución. El jugador que ejecuta el tiro libre debe llevar el balón a la superficie del agua, indicando así que está dispuesto a lanzarlo. Tras sonar la bocina, el jugador ejecutor dispone de 3 segundos para pasar el balón. No puede abandonar su posición. Si el jugador aún no ha pasado el balón después de estos 3 segundos, se concede el tiro libre al equipo contrario. El jugador que efectúa el pase no puede ser atacado ni interferido hasta que se realice el pase. Esto se garantiza mediante una zona de tiro libre protegida de dos metros alrededor del jugador, dentro de la cual no puede permanecer ningún adversario hasta que se haya lanzado el tiro libre. Si un adversario se encuentra en esta zona, solo podrá intervenir en el juego cuando vuelva a estar fuera de la zona de tiros libres. No importa si ya se ha dado la señal de comienzo y el balón ya ha sido jugado. Como regla general, sin embargo, el tiro libre no se pita mientras los jugadores contrarios estén dentro de la zona de 2 metros. Una táctica común para asegurar una posición de pase segura es colocar a un compañero de equipo directamente detrás del jugador que ejecuta el tiro libre dentro de la zona de 2 metros. Si el jugador que lanza el balón no encuentra una posición de pase adecuada en los 5 segundos siguientes al bocinazo, debido a que el adversario ha cubierto con éxito a todos los demás jugadores, aún tiene la opción de pasarlo directamente al jugador situado detrás de él.

### Penalización de tiempo
Cuando a un jugador se le impone una penalización de tiempo, debe pasar dos minutos en el área de penalización. Durante este periodo, su equipo queda con solo cinco jugadores en el agua y el equipo contrario recibe un tiro libre. Similar a la fase de "power play" en el hockey sobre hielo, la penalización de tiempo termina antes si el equipo en desventaja numérica marca un gol. En un tiempo de juego de 2 x 15 minutos, la suspensión de 2 minutos de un jugador representa una desventaja significativa.

### Pena de partido

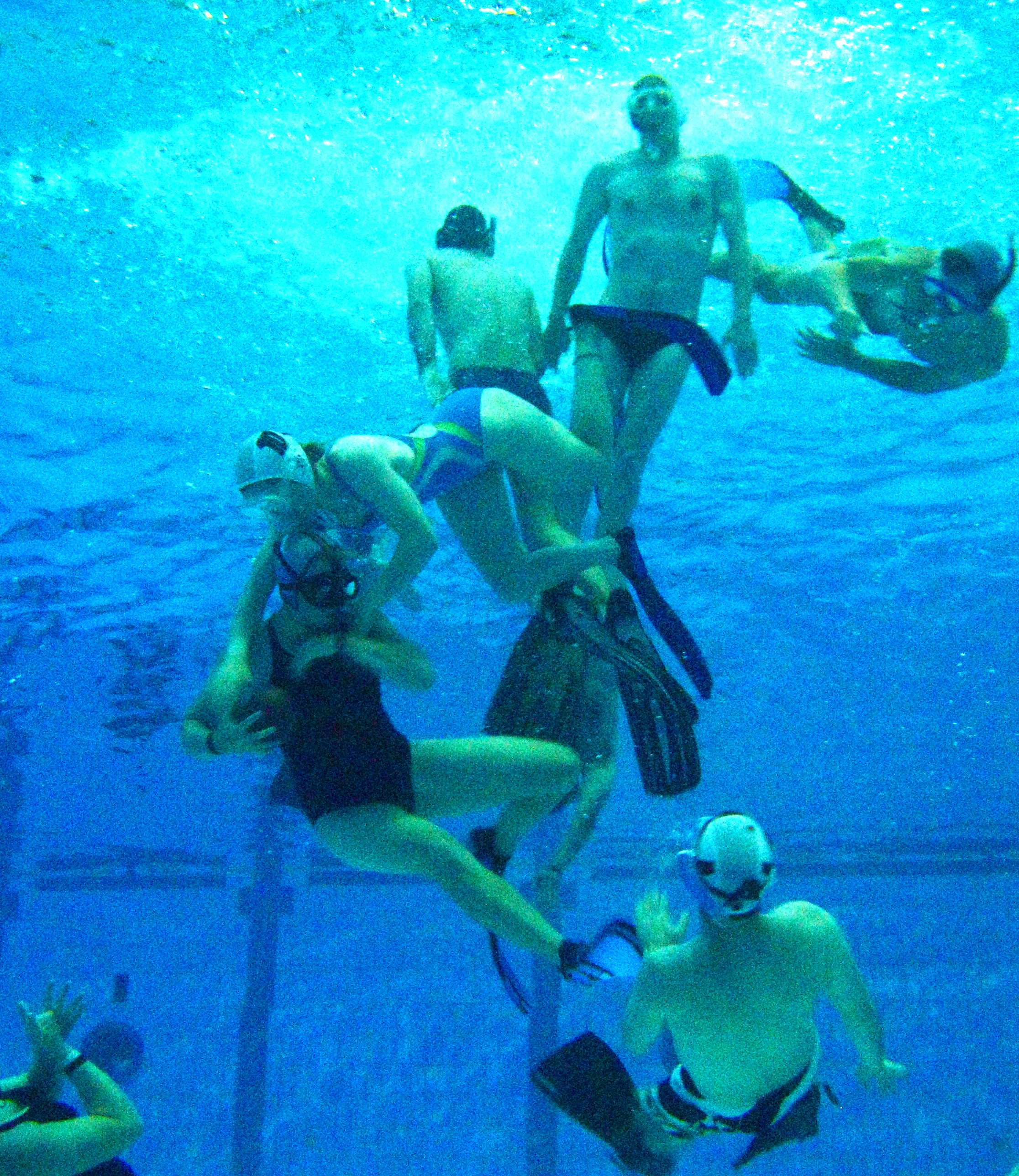
Placaje defensivo durante un partido de rugby subacuático en Sydney, Australia.

En caso de infracciones especialmente graves y antideportivas, un jugador puede ser suspendido por el resto del partido o incluso por todo el torneo. Tras una penalización de 5 minutos, un jugador suplente puede reemplazar al jugador suspendido. En ese momento, el equipo tendrá 6 jugadores en el agua y un máximo de 5 jugadores en el banquillo de suplentes.

### Lanzamiento de penalti
Se concede un lanzamiento de penalti si una infracción de las reglas impide un gol. El lanzamiento de penalti es una situación de uno contra uno, con un defensor y un atacante en el área de juego. El atacante comienza desde el centro del terreno de juego, mientras que el defensor se posiciona cerca del borde de la piscina, sobre su propia portería. Una vez que el árbitro hace sonar la bocina, el atacante tiene 45 segundos para intentar marcar un gol. Si el atacante no lo logra o si el defensor consigue controlar el balón y llevarlo por encima de la superficie del agua, el lanzamiento de penalti se considera completado con éxito.
Si el defensor comete una falta, el lanzamiento de penalti se anula, aplicando la regla de la ventaja. El defensor recibe una penalización de tiempo y se repite el lanzamiento de penalti. El atacante puede ser reemplazado, ya que podría estar agotado dependiendo de la intensidad de su intento.
Si el atacante comete una falta durante el lanzamiento de penalti, este se anula de inmediato y se considera que el defensor lo ha defendido con éxito.
Una característica especial del lanzamiento de penalti es que el defensor solo puede permanecer en el área de meta, es decir, a 2 metros alrededor de la portería (excepto cuando necesita salir a la superficie para respirar). Salir de esta zona se considera una falta del defensor. El principal objetivo de esta regla es garantizar que el penalti no se defienda simplemente manteniendo al atacante en la superficie del agua o alejándolo de la portería.
La dificultad para el defensor durante un penalti radica en que, aunque se le permite salir a la superficie para recuperar el aliento, hacerlo es prácticamente imposible, ya que el atacante podría aprovechar ese momento para lanzarse y marcar un gol sin oposición. Por lo tanto, el defensor debe ser capaz de aguantar la respiración hasta 45 segundos, a veces con un esfuerzo físico considerable. Por otro lado, el atacante puede interrumpir el ataque en cualquier momento y salir a la superficie para recuperar fuerzas y aire. En consecuencia, el lanzamiento de penalti representa una desventaja considerable para el equipo defensor y suele terminar en gol a favor del atacante.

#### Tanda de penaltis
Si un partido decisivo, es decir, uno que no puede terminar en empate, no tiene ganador tras el tiempo reglamentario o la prórroga a muerte súbita, se procede a una tanda de penaltis. En esta fase, los equipos alternan lanzamientos de penaltis hasta que uno de ellos obtenga una ventaja. Según las reglas del torneo, esto puede significar que un equipo ha convertido exitosamente un lanzamiento de penalti en gol y ha detenido el lanzamiento del adversario, o bien que se lanzan 3 penaltis por equipo; si esto determina un ganador, el partido concluye; de lo contrario, se realiza otra serie de 3 penaltis. Esta variante busca minimizar el factor azar, permitiendo que un equipo no pierda inmediatamente después de quedar 0:1, ya que puede defender un lanzamiento y empatar nuevamente.
Una característica especial de los lanzamientos de penalti es la selección de los atacantes: cada jugador solo puede efectuar un lanzamiento de penalti una vez, a menos que el lanzamiento se repita debido a una falta del defensor. Solo cuando todos los jugadores de un equipo han lanzado y aún no se ha decidido el ganador, la tanda de penaltis vuelve a comenzar desde el principio. Sin embargo, esta situación es muy rara.

### Señales de bocina
Los tres árbitros pueden utilizar el sistema de bocina, cuya señal es claramente audible bajo el agua. Un sonido largo indica el inicio o la continuación del juego, por ejemplo, después de marcar un gol o de ejecutar un tiro libre. Dos tonos largos señalan un gol marcado, mientras que varios tonos cortos indican una interrupción del juego, como por una falta o el final de la mitad.

### Balón arbitral y balón de equipo
Si el juego se ha interrumpido sin que los árbitros hayan tomado una decisión clara sobre los tiros libres, el árbitro (situado sobre el agua) lanza el balón al terreno de juego haciendo sonar la bocina de manera aleatoria a lo largo de la línea central. Este saque de banda se conoce como balón del árbitro.
Sin embargo, si el balón estaba claramente en posesión de un equipo, un balón a tierra no sería apropiado. En tal situación, se utiliza un balón de equipo. Esto es similar a un tiro libre, pero con la diferencia de que el equipo contrario no puede nadar hacia la mitad del campo del equipo que recibe el balón hasta que se haya realizado el pase inicial.
Estos incidentes son poco frecuentes y generalmente ocurren durante interrupciones técnicas o situaciones poco claras, como cuando el balón se eleva por encima de la superficie del agua en un scrum y los árbitros no pueden identificar claramente qué jugador lo ha provocado.

## Historia

Pictograma de Rugby subacuático, diseñado por Oscar Aquite.

El rugby subacuático surgió en la década de 1960 como un juego que utilizaba un balón lleno de agua salada. En sus inicios, se colocaba una red bajo el agua, asemejándose a una variante de voleibol subacuático. En 1964, la DLRG de Mülheim an der Ruhr y el club DUC Duisburg disputaron el primer encuentro con reglas adaptadas, inspiradas en la estructura del rugby. Este partido es considerado el primero de rugby subacuático.
En 1966, se llevó a cabo en Mülheim un campeonato inicial, con equipos de ocho jugadores. Posteriormente, en 1971, se celebró el primer Campeonato alemán de rugby subacuático (RFA y Berlín-Oeste), aunque todavía no era oficial. Un año después, en 1972, se organizó el primer campeonato oficial. Finalmente, en 1973, el rugby subacuático se introdujo en el ámbito internacional.
En el transcurso del reconocimiento oficial del rugby subacuático y del hockey subacuático como deportes de competición por parte de la CMAS, se celebró el primer campeonato de Europa oficial en 1978 en Malmö, Suecia, y el primer Campeonato Mundial de Rugby Subacuático en 1980 en Mülheim, la «cuna» de este deporte.

### Cronología
| 1961 | Ludwig von Bersuda organizó en Colonia (Alemania) un juego con una bola llena de agua de mar y una red fijada debajo del agua, lo cual se asemejaba más a un juego de voleibol subacuático |
| 1964 | Los clubes DLRG-Mülheim y D.U.C. Duisburg disputan el primer juego (con cambio de reglas, lo cual excluía el uso de la red) |
| 1966 | Se desarrolla el primer campeonato en Mülheim (Alemania) - para ese entonces, con ocho jugadores por equipo - |
| 1972 | Primer campeonato alemán (en 1971 se organizó un torneo no oficial) |
| 1973 | El rugby subacuático es introducido a la escena mundial |
| 1978 | Primer Campeonato Europeo (Malmö, Suecia) Rugby y hockey subacuático son reconocidos oficialmente por la CMAS como juegos de equipo |
| 1980 | Primer campeonato mundial (Mülheim, Alemania) |
| 1991 | Cuarto campeonato mundial (?, Dinamarca) La representación colombiana es octava en la categoría masculina |
| 1995 | Quinto campeonato mundial (Cali, Colombia) La representación del Perú participa por primera vez. Por primera vez un equipo colombiano en la categoría femenina hace parte del torneo ocupando el quinto puesto entre 7 seleccionados, así mismo, el equipo masculino consigue el octavo lugar. |
| 1999 | Sexto campeonato mundial (Essen, Alemania) La representación colombiana es quinta en la categoría masculina. |
| 2003 | Séptimo campeonato mundial y primer campeonato mundial dirigido por la CMAS (Fredericia, Dinamarca) La representación colombiana es tercera en la categoría femenina |
| 2004 | Se crea el Club Pirañas de Peñafiel Rugby y Hockey Subacuático (Castilla y León, España). |
| 2007 | Octavo campeonato mundial (Bari, Italia). |
| 2008 | Se crea el Club Osos Madrid Rugby Subacuático (Madrid, España). |
| 2011 | Noveno campeonato mundial (Helsinki, Finlandia). |
| 2015 | Décimo Campeonato Mundial (Cali, Colombia) del 26 de julio al 1 de agosto. |
| 2019 | Undécimo Campeonato Mundial (Graz, Austria) del 25 de julio al 3 de agosto. El equipo de Colombia ganó su primer título |
| 2022 | Se crea el Club Escualos Granada Rugby Subacuático (Granada, España). |
| 2023 | Colombia obtiene su segundo título mundial en Canadá |

## Popularidad
Partiendo de su origen en Alemania, el rugby subacuático se expandió rápidamente a otros países de habla alemana, como Austria y Suiza. También fue adoptado tempranamente en regiones como Escandinavia, la República Checa e Italia, donde ha desarrollado una rica tradición. En la actualidad, este deporte cuenta con campeonatos en más de 15 países y se practica activamente en alrededor de 30 naciones. Desde la década de 2000, ha logrado consolidarse en países como Turquía, Sudáfrica, Colombia y Venezuela, así como en Estados Unidos, Canadá, China, Singapur, Australia, Francia y Reino Unido.
Tanto equipos femeninos como masculinos de 20 países han participado en el Campeonato Mundial, que se lleva a cabo cada cuatro años. Además, junto al Campeonato de Europa, se celebra anualmente la Copa de Campeones, una competencia internacional para los ganadores de liga. Desde 2012, también se organiza la Liga Europea de Rugby Subacuático, donde los mejores equipos del continente compiten tres veces al año.
Para incrementar su atractivo y popularidad entre los espectadores, los partidos de la Euroliga se transmiten en directo y en alta calidad a través de internet.

## Organizaciones
El sistema de campeonatos mundiales y las reglas generales del juego son coordinadas por la  Confederación Mundial de Actividades Subacuáticas (Confédération Mondiale des Activités Subaquatiques - C.M.A.S.).
En países como Colombia, Venezuela y Estados Unidos el deporte ha tenido un gran recibimiento entre las diferentes asociaciones de deportes subacuáticos y buzos.
Las organizaciones que se encargan de coordinar las actividades en cada uno de éstos países son las siguientes:
| País      | Nombre de la Organización |
| --------- | --- |
| Colombia  | Federación Colombiana de Actividades Subacuáticas (FEDECAS) |
| Venezuela | Federación Venezolana de Actividades Subacuáticas (FVAS) |
| Argentina | Federación Argentina de Actividades Subacuáticas (FAAS) |
| España    | Federación Española de Actividades Subacuáticas - FEDAS Federación Madrileña de actividades subacuáticas - FMDAS Federacio Catalana d'Activitats Subaquatiques - FECDAS |
| Perú      | Federación Peruana de Actividades Subacuáticas (FEPASA) |

## Ligas y competencias nacionales
- Rugby subacuático en España
- Rugby subacuático en Colombia
- Rugby subacuático en Venezuela
- Rugby subacuático en Alemania
- Rugby subacuático en Estados Unidos

## Competencias internacionales
- Copa de Campeones de Rugby Subacuático (Campeonato mundial de clubes)
- Liga Europea de Rugby Subacuático
- Campeonato Mundial de Rugby Subacuático